# 甯正
甯 正（ねい せい、生年不詳 - 1396年）は、元末明初の軍人。字は正卿。本貫は寿州。

## 生涯
幼くして韋徳成の養子となり、韋姓を名乗った。元末に韋徳成に従って朱元璋に帰順し、長江を渡った。韋徳成が宣城で戦没すると、韋正はその遺衆を引き継いだ。功績を重ねて鳳翔衛指揮副使に任じられた。徐達の北伐に従って中原を平定し、元の大都に入ると、元の将士8000人あまりを招降した。
傅友徳が真定から定州にかけてを平定すると、韋正は真定の守備にあたった。徐達らの西征に従い、陝西を攻略した。馮勝が臨洮を陥落させると、韋正は臨洮に留められてその地を守備した。明軍が慶陽を包囲すると、韋正は邠州に駐屯し、敵軍の来援を遮断した。慶陽が陥落すると、韋正は臨洮に帰った。鄧愈の下で定西を破り、河州を攻略した。
洪武3年（1370年）、韋正は河州衛指揮使に任じられた。西方に展開する軍に食糧を輸送するのは負担がかかるので、軍に茶や布を支給して現地で交易して食糧に換えさせれば、輸送の負担を軽減できると提案し、洪武帝（朱元璋）の許可を得た。韋正が河州に赴任した当初は、その城邑にも人が少なかったが、人を呼び集めて河州を発展させた。洪武帝にその労をねぎらわれ、韋正は甯姓にもどされた。甯正は領寧夏衛事を兼ねた。漢代や唐代の古い用水路を修築し、黄河の水を引いて畑を灌漑し、屯田数万頃を開いて、兵に食糧を自給自足させた。洪武9年（1376年）、北元の岐王桑哥朶児只班が西番諸衛から罕東に進攻してくると、甯正はこれを撃退した。
洪武13年（1380年）、沐英に従って北伐し、北元の平章の脱火赤や知院の愛足を捕らえ、全寧四部を奪取した。洪武15年（1382年）、四川都指揮使に転じ、松州や茂州を平定した。雲南が平定されると、甯正は馮誠とともに雲南を守るよう命じられた。洪武21年（1388年）、麓川の思倫発が反乱を起こすと、甯正は摩沙勒寨でこれを撃破し、1500人を斬首した。洪武22年（1389年）、思倫発が定辺を包囲すると、沐英は兵を三隊に分けて対処した。甯正はそのうちの左軍を率いて戦い、思倫発を破った。越州の少数民族の首長の阿資が反乱を起こすと、甯正は沐英の下でこれを討ち降した。洪武25年（1392年）、沐英が死去すると、甯正は正式に左都督に任じられ、沐英に代わって雲南に駐屯した。洪武27年（1394年）、平羌将軍となり、四川・陝西の兵を率いて階州・文州の反乱を鎮圧した。洪武28年（1395年）、秦王朱樉に従って洮州の少数民族の反乱を鎮圧し、南京に凱旋した。洪武29年（1396年）、甯正は死去した。